# Pyrenopeziza eryngii
Pyrenopeziza eryngii är en svampart som beskrevs av Fuckel 1870. Pyrenopeziza eryngii ingår i släktet Pyrenopeziza, ordningen disksvampar, klassen Leotiomycetes, divisionen sporsäcksvampar och riket svampar.   Inga underarter finns listade i Catalogue of Life.